# Eleição municipal de Ituiutaba em 2016
A eleição municipal de Ituiutaba em 2016 foi realizada para eleger um prefeito, um vice-prefeito e 17 vereadores no município de Ituiutaba, no estado brasileiro de Minas Gerais. Foram eleitos) e  para os cargos de prefeito(a) e vice-prefeito(a), respectivamente. Seguindo a Constituição, os candidatos são eleitos para um mandato de quatro anos a se iniciar em 1º de janeiro de 2017. A decisão para os cargos da administração municipal, segundo o Tribunal Superior Eleitoral, contou com 77 519 eleitores aptos e 16 938 abstenções, de forma que 21.85% do eleitorado não compareceu às urnas naquele turno.

## Antecedentes
Na disputa pela prefeitura de Ituiutaba ocorrida em 2012, o atual prefeito Fued José Dib foi derrotado pelo candidato Luiz Pedro Corrêa do DEM, que recebeu cerca de 40% dos votos.
A carreira política de Fued é longa,  já prefeito outras duas vezes da cidade de Ituiutaba, localizada no triângulo mineiro, o político também estabeleceu sua jornada como deputado federal, além disso, de 1981 a 1982 ocupou a presidência do seu atual partido, PMDB de Minas Gerais.

## Campanha
Entre as propostas de Fued estão melhorias na educação, saúde pública e infra-estrutura da cidade. Vale lembrar que o município de Ituiutaba, segundo a polícia federal, está localizado entre a rota do tráfico internacional, o político sugere que para a diminuição da criminalidade regional a educação, a cultura e o esporte podem livrar as crianças do uso de drogas e para isso afirma a  total responsabilidade a prefeitura.
A oratória do prefeito é sempre muito bem elogiada pelo seus eleitores e até mesmo pelos opositores, mas poucos de seus projetos realmente foram segmentados e concretizados. Fued tem uma questão na justiça por contas não aprovadas de sua última campanha eleitoral.

## Resultados

### Eleição municipal de Ituiutaba em 2016 para Prefeito
A eleição para prefeito contou com 5 candidatos em 2016: Luiz Manoel Carvalho Parreira do Democratas (Brasil), Fued Jose Dib do Movimento Democrático Brasileiro (1980), Publio Chaves Junior do Partido Humanista da Solidariedade, André Luís Gaspar Janones do Partido Social Cristão, Ester Aparecida de Freitas do Partido Socialismo e Liberdade que obtiveram, respectivamente, 8 146, 29 388, 4 554, 13 759, 544 votos. O Tribunal Superior Eleitoral também contabilizou 21.85% de abstenções nesse turno.
| Candidato(a)                        | Vice                             | Coligação                                      | Votos recebidos | Percentual |
| ----------------------------------- | -------------------------------- | ---------------------------------------------- | --------------- | ---------- |
| Fued Jose Dib (MDB)                 | Gilberto Bernal Junior           | Ituiutaba Forte e Humana                       | 29388           | 52.11%     |
| André Luís Gaspar Janones (PSC)     | Walter Arantes Guimaraes Filho   | Um Novo Tempo Comeca Ja                        | 13759           | 24.4%      |
| Luiz Manoel Carvalho Parreira (DEM) | Gerson Alves de Souza Neto       | Ituiutaba Ainda Melhor                         | 8146            | 14.45%     |
| Publio Chaves Junior (PHS)          | Alberto Henrique Carolino França | Transparencia e Inovacao                       | 4554            | 8.08%      |
| Ester Aparecida de Freitas (PSOL)   | Cosme Batista Santos             | Partido Socialismo e Liberdade (sem coligação) | 544             | 0.96%      |

### Eleição municipal de Ituiutaba em 2016 para Vereador
Na decisão para o cargo de vereador na eleição municipal de 2016, foram eleitos 17 vereadores com um total de 57 231 votos válidos. O Tribunal Superior Eleitoral contabilizou 1 783 votos em branco e 1 567 votos nulos. De um total de 77 519 eleitores aptos, 16 938 (21.85%) não compareceram às urnas.
| Nome                                 | Partido político                               | Coligação                                      | Votos recebidos | Percentual |
| ------------------------------------ | ---------------------------------------------- | ---------------------------------------------- | --------------- | ---------- |
| Jose Divino de Melo                  | Partido Progressista (PP)                      | Partido Progressista (sem coligação)           | 2682            | 4.69%      |
| Gabriela Ceschim Pratti              | Partido da Social Democracia Brasileira (PSDB) | Ituiutaba Unida e Forte                        | 1508            | 2.63%      |
| Jorge Silva Araujo                   | Partido Social Cristão (PSC)                   | Um Tempo Novo Comeca Já                        | 1449            | 2.53%      |
| Hildorval Martins de Oliveira Junior | Partido da Social Democracia Brasileira (PSDB) | Ituiutaba Unida e Forte                        | 1448            | 2.53%      |
| Andre Luiz Nascimento Vilela         | Movimento Democrático Brasileiro (MDB)         | Ituiutaba Pode Mais                            | 1350            | 2.36%      |
| Gilson Humberto Borges               | Partido Progressista (PP)                      | Partido Progressista (sem coligação)           | 1248            | 2.18%      |
| Joseph Tannous                       | Democratas (DEM)                               | Por uma Ituiutaba Ainda Melhor                 | 1211            | 2.12%      |
| Vilsomar Paixão do Amaral Villano    | Democratas (DEM)                               | Por uma Ituiutaba Ainda Melhor                 | 1144            | 2%         |
| Wellington Arantes Muniz Carvalho    | Partido Socialista Brasileiro (PSB)            | Partido Socialista Brasileiro (sem coligação)  | 1121            | 1.96%      |
| Jose Barreto Miranda                 | Partido Trabalhista Brasileiro (PTB)           | Partido Trabalhista Brasileiro (sem coligação) | 1107            | 1.93%      |
| Marco Tulio Faissol Tannus           | Movimento Democrático Brasileiro (MDB)         | Ituiutaba Pode Mais                            | 1087            | 1.9%       |
| Francisco Tomaz de Oliveira Filho    | Partido Socialista Brasileiro (PSB)            | Partido Socialista Brasileiro (sem coligação)  | 1043            | 1.82%      |
| Renato Silva Moura                   | Partido Social Democrático (PSD)               | Unidos pelo Povo                               | 987             | 1.72%      |
| Carlos Alberto Andrade Maia          | Partido da Social Democracia Brasileira (PSDB) | Ituiutaba Unida e Forte                        | 961             | 1.68%      |
| Joao Carlos da Silva                 | Partido da República (PR)                      | Ituiutaba Pode Mais                            | 925             | 1.62%      |
| Odeemes Braz dos Santos              | Partido da Social Democracia Brasileira (PSDB) | Ituiutaba Unida e Forte                        | 867             | 1.51%      |
| Amaury Braz de Oliveira              | Partido Social Democrático (PSD)               | Unidos pelo Povo                               | 732             | 1.28%      |

## Análise
Em 2016 Fued José Dib, candidato do PMDB, ganhou a eleição para comandar a prefeitura de Ituiutaba pela terceira vez. Antes eleito em 1973 e 2005, sua administração carrega ações polêmicas, Fued é conhecido como um prefeito de boa oratória, mas com poucas ações práticas.
A mais recente polêmica em que o referido prefeito está envolvido é com o TSE (Tribunal Superior eleitoral), suas contas de campanha foram reprovadas e ele terá de devolver mais de 50 mil reais aos cofres públicos.